# Wenlock (série)
Stratigraphie
Llandovery Ludlow
Le Wenlock est la deuxième série géologique du Silurien, dans l'ère paléozoïque. Le Wenlock s'étend de 433,4 ± 0,8 à 427,4 ± 0,5 Ma (millions d'années). Cette série est subdivisée en deux étages géologiques : le Sheinwoodien et l'Homérien,

## Nomenclature
La nomenclature des séries et étages du Silurien date de 1985.
Les séries du Silurien sont les seules dans la nomenclature internationale de l'échelle des temps géologiques qui, construites à partir de noms de lieux, n'ont pas de suffixe en « ien ». Par exemple, le Wenlock ne devient pas Wenlockien, même si le terme est parfois utilisé, mais n'est pas accepté par la Commission stratigraphique internationale et l'Union internationale des sciences géologiques (UISG),,.